# 迪堡
迪堡（德語：Dieburg，發音：[ˈdiːˌbʊʁk] ⓘ）是德国黑森州达姆施塔特行政区达姆施塔特-迪堡县的城市，面积23.08平方千米，2023年12月31日人口为15,723人。

## 友好城市
迪堡与以下城市结为友好城市：
- 法國 欧贝让维尔（1975年）
- 德国 赖恩斯多夫（1990年）
- 捷克 姆拉達-博萊斯拉夫（1997年）